# Frimurerhave
En frimurerhave er et haveanlæg hvor man har forsøgt at udtrykke tanker fra frimurernes verden. Det kan gøres mere eller mindre udtalt med frimureriske symboler eller måden haven i øvrigt er indrettet.
Eksempler på sådanne haver er Carl af Hessens have ved Louisenlund i Slesvig fra 1770'erne, Mindelunden ved Jægerspris Slot udført af Johannes Wiedewelt i 1770'erne og 1780'erne og Johan Bülows haveanlæg ved Sanderumgaard ved Odense fra 1790'erne.
Ved udformningen af et frimurerisk haveanlæg kan planlæggeren lægge vægten forskelligt.
Carl af Hessen valgte til sin have et meget utvetydigt udtryk, så man kunne holde logesammenkomster i haven. Westengaard karakteriserer haven som nærmest anmassende i sit udtryk.
Wiedewelt valgte ved Mindelunden ved Jægerspris Slot et mere afdæmpet udtryk, der stiller større krav til forhåndsviden om frimurernes symbol- og tankeverden. Bülow giver en mere personlig tolkning i sin have ved Sanderumgaard; man får et glimt af symbolerne så tankerne sættes i gang. Dog bliver symbolikken tydelig ved eremithytten "Tankefuld" med dens memento mori: Et kranium på en hylde og et skilt over indgangsdøren: "Døden er vis! Dødens Time er uvis!"
- Frimurersymboler i haven ved Fraeylemaborg i Holland.
  Forskellige frimurersymboler i haven da Henrik Sandra Veldtman ejede den.
- Frimurersymboler.
- Frimurersymboler.